# Силикатный кирпич

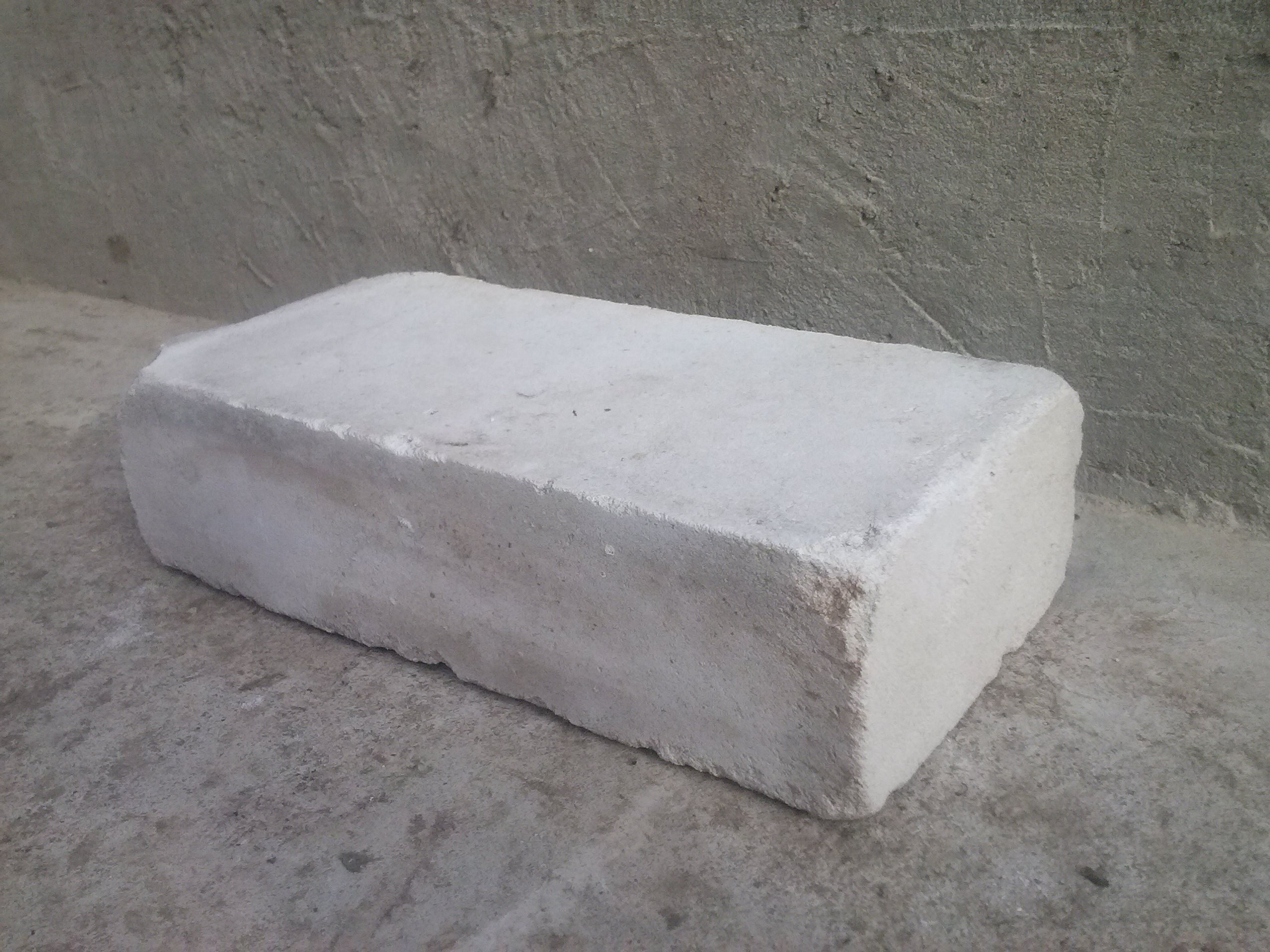

Силика́тный кирпи́ч, или бе́лый кирпи́ч — кирпич, изготавливающийся из известково-песчаной смеси, которая обрабатывается насыщенным водяным паром в автоклавах при давлении 0,9—1,3 МПа (9—13 атм) и температуре 175—200 °C в течение 8—14 часов. В этих условиях оксид кремния (основной компонент песка) частично растворяется в воде и реагирует с известью (гидроксидом кальция), образуя гидраты силикатов кальция, которые связывают песчинки в прочную монолитную массу. После остывания прочность силикатного кирпича продолжает увеличиваться, так как непрореагировавшая известь вступает в реакцию с углекислым газом воздуха, образуя прочный карбонат кальция.
Впервые произведён в 1880 году немецким учёным Вильгельмом Михаэлисом.
По сравнению с керамическим кирпичом силикатный имеет те же размеры, марки по прочности и морозостойкости, однако по водостойкости и жаростойкости уступает керамическому. Силикатный кирпич не рекомендуется использовать для строительства конструкций, подвергающихся постоянному увлажнению (фундаменты и цоколи зданий, колодцы и т. д.), а также нагреву свыше 500 °C (печи, дымоходы).

## Преимущества
- Высокая экологичность (при производстве силикатного кирпича используются природные компоненты — песок и известь);
- Низкая стоимость (производство силикатного кирпича требует в 2—3 раза меньше энергии и в 2.5 раза менее трудоёмко, по сравнению с производством керамического кирпича);
- Более точная геометрия по сравнению с керамическим кирпичом. Глина при сушке и обжиге деформируется, иногда неравномерно, поэтому размеры могут изменяться, а плоскости граней — искривляться. Согласно ГОСТ 530-95 отклонения размеров могут достигать ±7 мм по длине и ±3 мм по толщине, а отклонение от плоскости допускается до ±4 мм. У силикатного кирпича эти допуски не превышают ±2 мм (ГОСТ 379-2015). Это позволяет делать более тонкие швы, что не только экономит кладочный раствор, но и уменьшает теплопроводность кладки, так как раствор является мостиком холода;
- Высокая шумоизоляция (перегородка из силикатных плит толщиной 7/12 см имеет индекс звукоизоляции воздушного шума 44/52 дБ, что превышают нормы, установленные сводом правил СП 51.13330.2011 для межкомнатных/межквартирных перегородок (43/52 дБ));
- Отсутствие сложностей с крепежом тяжелых предметов (в отличие от газосиликата).

## Недостатки
- Высокое водопоглощение. Силикатный кирпич нельзя использовать в местах постоянного контакта с водой — фундаменты, цоколи, подвалы, колодцы.
- Высокая теплопроводность (коэффициент теплопроводности λ=0,4-0,7 (Вт/М*К), однако в реальных условиях он еще выше λ=0,56-0,95 (Вт/М*К) из-за высокого водопоглощения).
- Высокая трудоемкость прокладки штроб, пиления (из-за высокой прочности). Прокладку штроб и пиление невозможно выполнить ручным инструментом в отличие от газосиликата.
- Высокая плотность (1800 кг/м3), отсюда высокая трудоёмкость кладки и большая нагрузка на фундамент.
- Низкая жаропрочность. Снижение прочности начинается уже при температуре 500 °С, при 573 °С кварц скачкообразно увеличивается в объеме (β-кварц переходит в α-кварц), что нарушает структуру кирпича и резко понижает его прочность (примерно в 5 раз), при 700 °С кирпич покрывается трещинами.
- Морозостойкость, как правило, ниже, чем у керамического (у силикатного — F15-F50, у керамического — F25-F100).

## Разновидность
Бывает рядовым и лицевым (облицовочным), полнотелым и пустотелым. По размерам (длина × ширина × высота):
- 250 × 120 × 65 мм — одинарный.
- 250 × 120 × 88 мм — полуторный (утолщённый).

Кроме того выделяют:
- 250 × 120 × 138 мм — силикатный камень.
- ширина более 130 мм — силикатный блок.
- ширина не более 130 мм, высота более 138 мм — перегородочная силикатная плита.

Также разновидностью силикатного кирпича можно считать газосиликатные блоки — идентичны по химическому составу, но имеют пористую структуру для уменьшения теплопроводности.